# Кам'янка (притока Грайцарика)
Кам'янка (Kamionka (dopływ Grajcarka)) — гірська річка в Польщі, у Новотарзькому повіті Малопольського воєводства. Ліва притока Грайцарика, (басейн Балтійського моря).

## Опис
Довжина річки 3,2 км, найкоротша відстань між витоком і гирлом — 2,99  км, коефіцієнт звивистості  річки — 1,07 . Формується безіменними струмками.

## Розташування
Бере початок на північно-східних схилах гори Високої (1050 м) на висоті 880,1 м над рівнем моря (гміна Щавниця). Тече у Малих Пенінах переважно на північний схід понад Поляною під Високою та Поляною Кічера, через наметову базу Під Високою та природним ландшафтним заказником Водостік Гомоле та у селі Явіркі впадає у річку Грайцарик, праву притоку Дунайця.

## Цікаві факти
- У верхів'ї річки на правому березі розташована Павловська Гора (840 м), а на лівому березі — гора Гомоле (726 м).

## Галерея

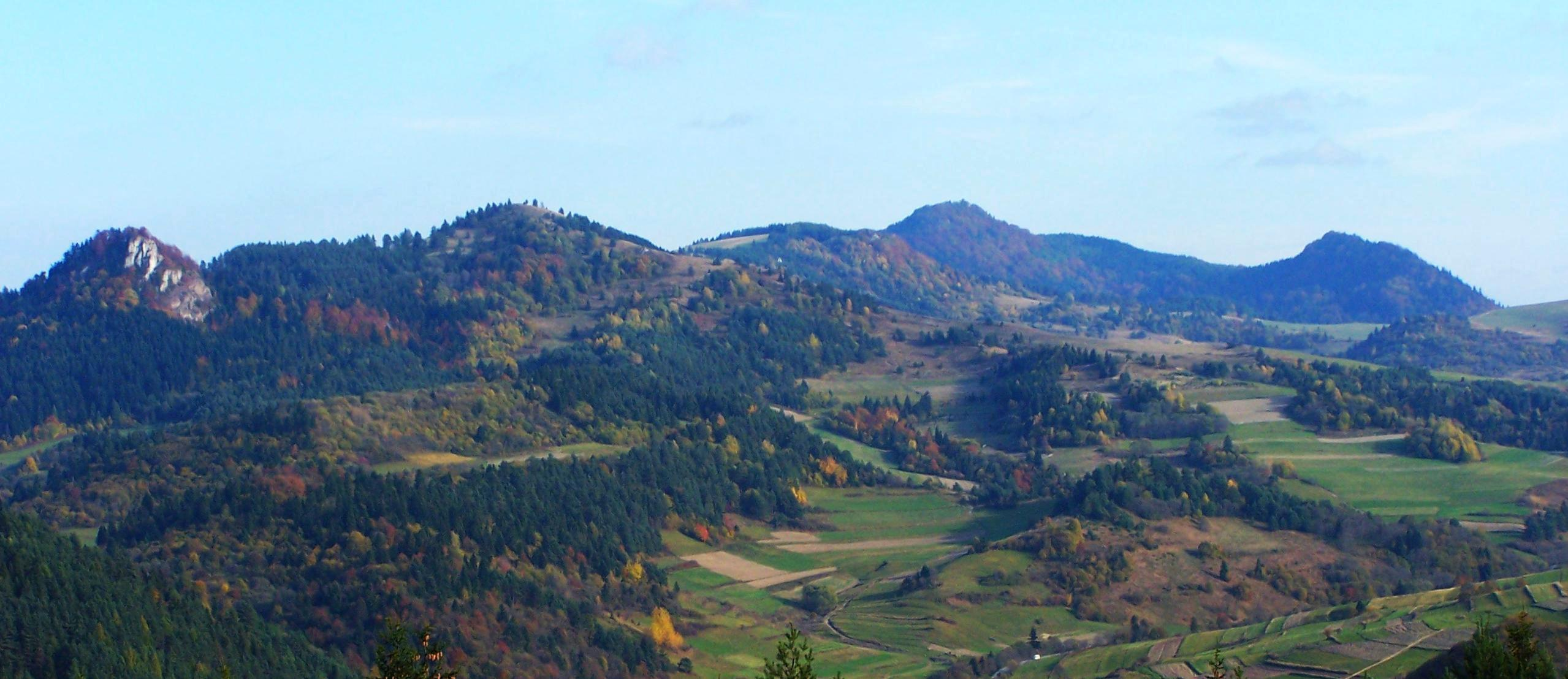
Малі Пеніни
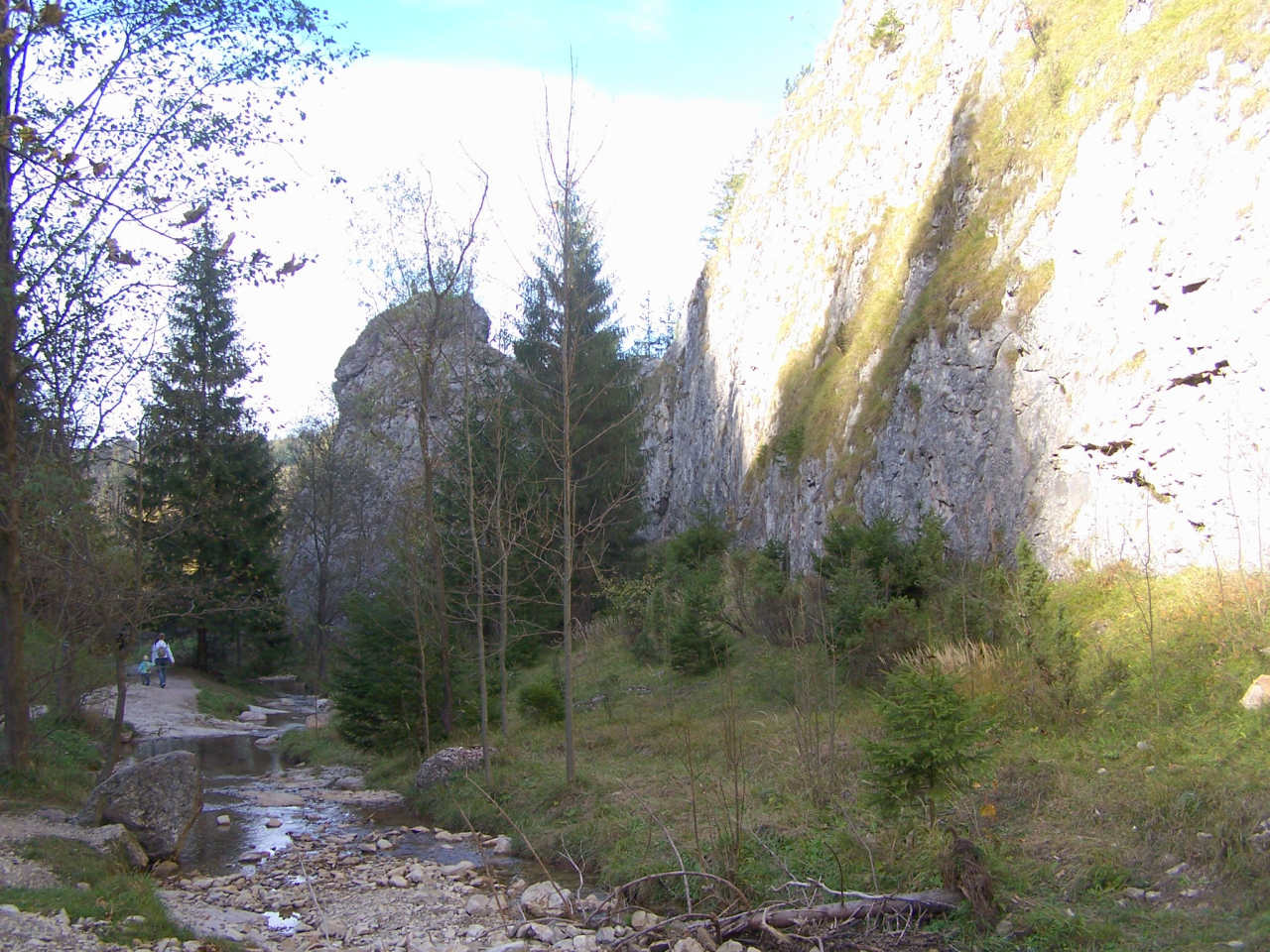
Водостік Гомоле (Пеніни)
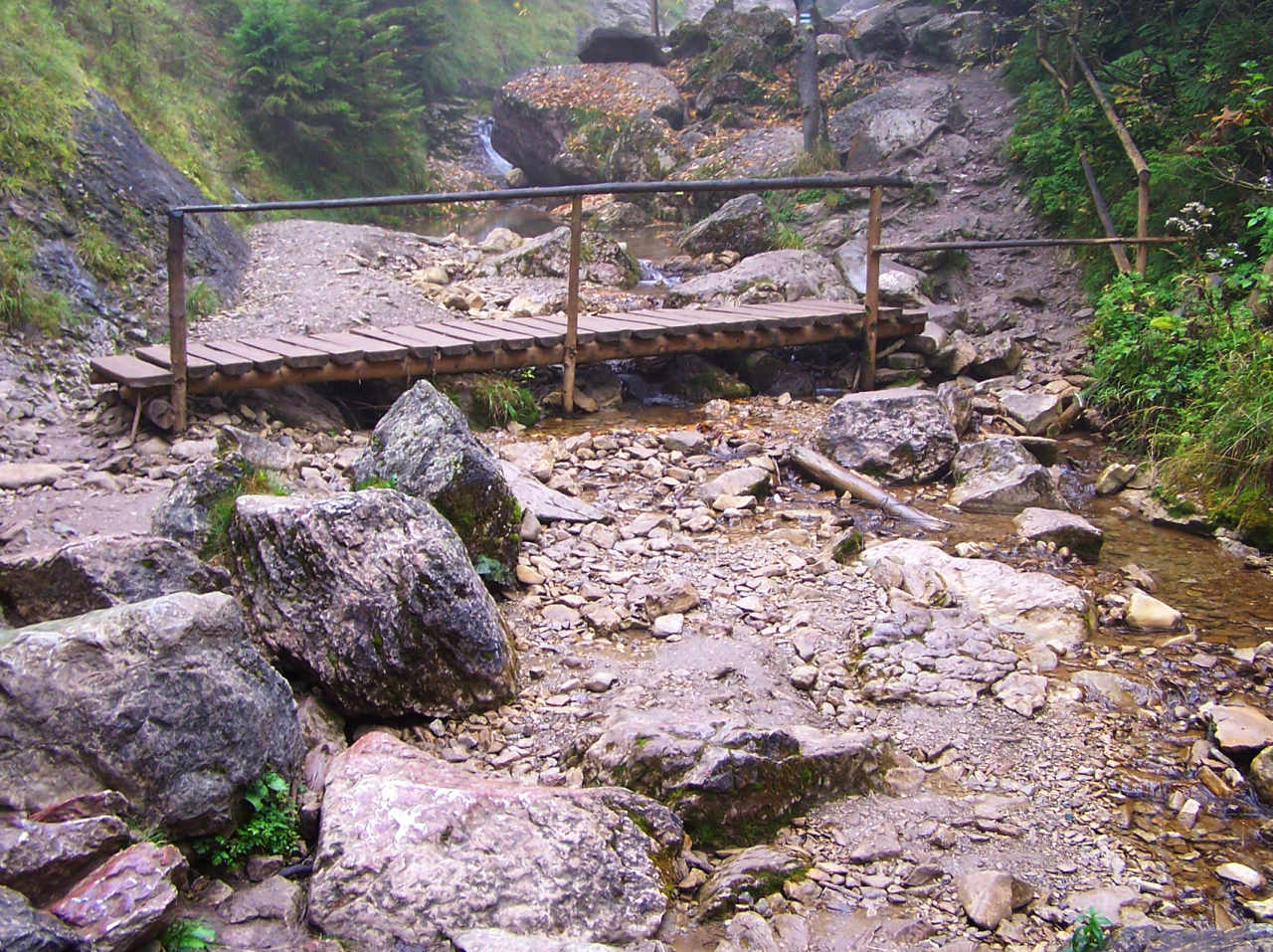
Водостік Гомоле (Пеніни)
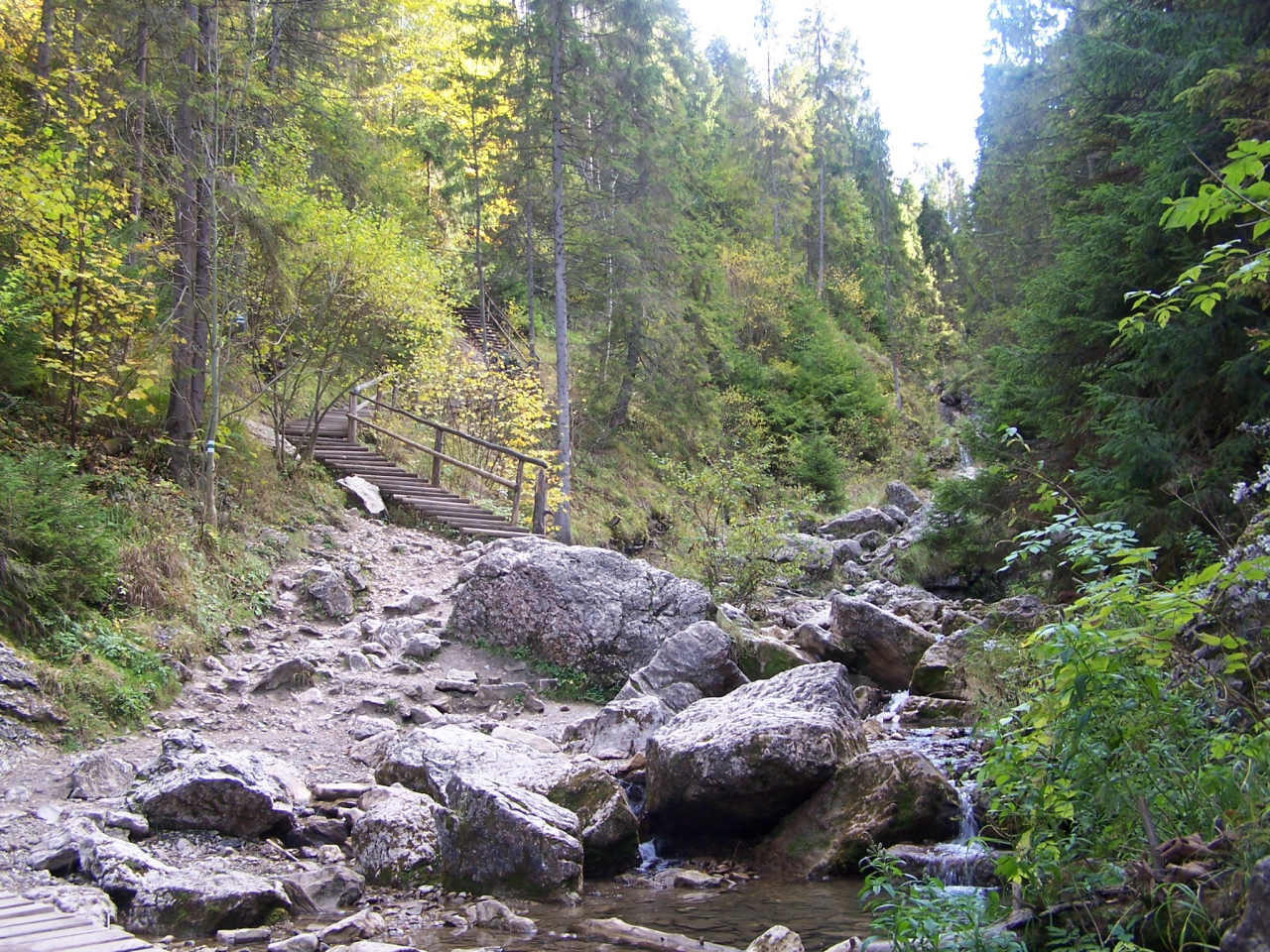
Водостік Гомоле (Пеніни)